# Episinus maderianus
Episinus maderianus là một loài nhện trong họ Theridiidae.
Loài này thuộc chi Episinus. Episinus maderianus được Wladislaus Kulczynski miêu tả năm 1905.